# Carna (Écosse)
Pour les articles homonymes, voir Carna.
Carna, en gaélique écossais Càrna kʰaːrˠnə, est une île inhabitée du Royaume-Uni située dans le loch Sunart, sur la côte ouest de l'Écosse.

## Géographie
L'île de Carna se situe dans l'estuaire du Loch Teacuis, formant deux kyles étroits qui constituent un point de passage les plus délicats de toute la côte ouest pour les plaisanciers. Une crête orientée nord-sud divise l'île en deux parties. Depuis le sommet du rocher de Cruachan Chàrna, on a une vue spectaculaire sur Oronsay, Morvern, Coll et l'île de Mull.